# Сапфа
Сапфа (Сапфо, Σαπφώ, Ψάπφω, Sapphô) била је грчка песникиња. Рођена је у Митилени на острву Лезбос које је било културни центар VII века п. н. е. Рођена је између 630. п. н. е. и 612. п. н. е. Прича се да је била мала и тамна.

## Биографија
Сапфа, наводно кћер Скамандра и Клеиде, била је удата (атичка комедија каже за богатог трговца, али то није проверено) и имала је кћер, такође звану Клеида. Постала је веома позната у своје време по својој поезији, толико, да је град Сиракуза (Италија) подигао њену статуу да би је почаствовао када га је посетила. Њена породица је била политички активна, што јој је омогућило да пуно путује. Током свог живота, била је позната и као управница грчке школе за девојке. Највероватније је да су објекат њене поезије биле њене ученице.
Била је лирски песник који је развио своју посебну метрику, познату као сапфичка строфа (sapphic meter), и заслужна је за померање естетског покрета од старијих тема грчке митологије ка темама индивидуалног људског искуства. Епиграм у Палатинској антологији, додељен Платону, наводи је као десету музу.
Сапфо је писала претежно љубавну поезију, али су песме сачуване само делимично, осим једне једине целе песме, Химне Афродити. Судећи по њеној репутацији у античком свету, како су само фрагменти њеног рада преживели, изгубивши њен рад, изгубљено је сведочанство о њеном некад врло цењеном песништву.
Неке од њених песама су упућене женама, одакле се развила њена репутација лезбијке. Реч лезбијка је изведена од имена острва Лезбос са ког је потекла. Данас, Сапфа је симбол женске хомосексуалности. Међутим, то није увек било тако. У класичној атинској комедији Сапхо је карикирана као промискуитетна хетеросексуална жена. Тек из хеленског периода имамо сачувана прва сведочанства која експлицитно говоре о хомоеротизму. Међутим, ти антички аутори нису веровали да је Сапфа заправо имала сексуалне односе са другим женама.
Због хомосексуалног садржаја и отворене еротичности, њен рад је био у немилости хришћанске цркве, што је и разлог што највећи део њеног рада није преживео, делом због тога што није копиран, делом што је наменски уништаван. Свест о чувању дела прошлости које се чувају само због тога што потичу из прошлости и што представљају историјски материјал није постојала у прошлости као у модерно време.
Док је у наше доба овај садржај добро познат, у античко доба и средњем веку, она је била познатија према томе што се (судећи по легенди) бацила с литице због неузвраћене љубави према младом морнару званом Фаон (Phaon). Ова легенда потиче из Овидијевог дела Хероиде из Старог Рима, и сигурно није хришћанска преправка. Није необично за значајне личности грчке историје да су различити извори писали о њима. Значајно је поменути да је њен значајни пратилац зван "Пенис, из града мушкараца“. У сваком случају, како се Мишел Фуко и многи други аутори слажу, древно грчко друштво није сматрало да је читав пол, мушки или женски, потпуно хетеро- или хомосексуално оријентисан. Што се тиче историје, Сапфо је долазила из племените породице, удала се и имала је бар једну кћер, била је изгнана у Сиракузу из политичких разлога, вратила се 581. године пре наше ере и умрла је као старица.

## Сапфо у књижевности
Филозоф Максим из Тира (друга половина 2. века), пише да је Сапфо била „мала и тамна“ и да су њена пријатељства са њеним женским пријатељима била слична Сократовим:
„Шта је друго љубав лезбејске жене него Сократово умеће љубави? Чини се да су они водили љубав, свако на свој сопствени начин, она према женама, он према мушкарцима. Кажу да су обоје волели многе и били заробљени стварима које су биле лепе. Што су Алкибијад, Хармид и Федар били њему, Гирина, Атида и Анакторија биле су Лезбљанкама.“
Платон је Сапфо називао десетом музом и смртном музом.
Клаудије Елијан је написао у „Одабраним поглављима историје“ (Ποικίλη ιστορία) да је Платон Сапфо називао мудром.
Грчки песник Одисеас Елитис диви јој се у уводу свог препева Сапфиних песама на новогрчки.. „Такво биће, истовремено осетљиво и храбро, не долази често на свет. Мала, црна девојка која је доказала да је једнако способна да зароби ружин цвет, изведе пој славуја и каже „волим те“ тако да се троне свет.“
Хорације у својим Одама пише да је поезија Сапфо вредна светог обожавања.
Лорд Бајрон пише следеће стихове о њој у делу „Чајлд Харолд“ (Childe Harold):
И напред виђен брег, незабораван,
љубавника прибежиште и лезбејке гроб.
Црна Сапфо! Зар стихови бесмртни не могоше да сачувају
те груди напојене тако бесмртном ватром?
Шарл Бодлер пише о Сапфо у својој поеми Лезбос (Цвеће зла - Les Fleurs du Mal).